# 童輝 (主教)
童輝，（1933年—2016年10月27日），原名童敏忠，聖名方濟各，陝西臨潼人，天主教延安教區第四任正權主教。獲教廷和北京政府承認。
八歲進西安東關德蘭修院，廿三歲晉鐸，於1958年擔任臨潼渭河以南本堂。1965年入獄，坐牢十五年後獲得平反，先後任西安教區郭家壕、邱家莊和公義堂本堂，後於1993年任榆林教區副主教，翌年晉牧成為榆林教區助理主教，於1999年繼任為正權主教。
童主教2007年中風癱瘓，兩年後患有老人痴呆症。於2011年榮休，由楊曉亭助理主教接任。2016年10月2日因病被送往靖邊縣醫院接受治療，其後因發高燒引發肺部感染，於18日轉到陝西省唐都醫院，搶救十天後至27日去世。